# Julián García Centeno
Julián García Centeno, OSA (Sitrama de Tera, 22 de outubro de 1933) é vigário apostólico emérito de Iquitos.

## Biografia
Julián García Centeno ingressou na Ordem de Santo Agostinho e foi ordenado sacerdote em 13 de julho de 1958.
Em 19 de junho de 1989, o Papa João Paulo II o nomeou bispo auxiliar de Iquitos e titular de Giro. O núncio apostólico no Peru, Dom Mario Tagliaferri, o ordenou bispo em 22 de outubro do mesmo ano. Os co-consagrantes foram Dom Gabino Peral de la Torre OSA, vigário apostólico de Iquitos, e Dom José Delicado Baeza, arcebispo de Valladolid.
Em 5 de janeiro de 1991 sucedeu como vigário apostólico de Iquitos e empossado em 10 de março do mesmo ano. Em 2 de fevereiro de 2011, o Papa Bento XVI aceitou seu pedido de demissão por idade. Foi sucedido por Dom Miguel Olaortúa Laspra, OSA, do qual foi co-consagrante como bispo, em 16 de abril seguinte. Este governou por oito anos, até falecer repentinamente em 2019. Após quase dois anos vacante, um novo vigário para Iquitos surgiu na pessoa do Monsenhor Miguel Ángel Cadenas Cardo, OSA. Dom Julián havia lhe conferido o sacerdócio em 1993 e também foi seu principal consagrante como bispo, em 18 de julho de 2021.